# Élections législatives de 1911 en Cisleithanie

Régions impériales et terres de la couronne de l' Empire austro-hongrois :
Cisléthanie
Transleithanie
Bosnie et Herzégovine

Les élections législatives de 1911 furent, après celles de 1907, les deuxièmes (et dernières) élection du Reichsrat en Cisleithanie à se dérouler au suffrage universel, égal, secret et direct masculin. Elle se déroule le 13 juin 1911 et le 20 juin 1911 pour le second tour.

## Système électoral
Comme en 1907, les circonscriptions cisleithaniennes étaient divisées selon l'origine ethnique et les districts ruraux et urbains. Les circonscriptions étaient souvent nommées d’après des villes, mais comprenaient généralement aussi les zones environnantes plus vastes.
| Nationalité | Allemands | Tchèques | Polonais | Ukrainiens | Slovènes | Italiens | Croates et Serbes | Roumains | Juifs | Total |
| Mandats     | 232       | 108      | 83       | 31         | 24       | 19       | 13                | 5        | 1     | 516   |

## Résultats des élections
Une coalition de partis nationaux et libéraux allemands, l'Association nationale allemande, est sortie vainqueur des élections avec la majorité relative, obtenant 100 des 516 sièges. Le taux de participation était de 80,2 %. Les sociaux-démocrates ont obtenu 82 sièges, les chrétiens-sociaux 74.

## Mandat
En raison de la Première Guerre mondiale le mandat des représentants élus en 1911 a été prolongé par précaution jusqu'à la fin de 1918, après leur convocation en 1917. La dernière session de la Chambre des représentants a eu lieu le 12 novembre 1918. En raison de la fragmentation des partis, le ministère impérial et royal (le gouvernement cisleithanien nommé par l'empereur) ne pouvait pas compter sur une majorité gouvernementale permanente au parlement.
Les députés du Reichsrat allemand ont servi du 30 octobre 1918 au 16 février 1919 en tant que membres de l'Assemblée nationale provisoire de l'Autriche allemande, le parlement fondateur de la République d'Autriche.